# Kristianstads stadshotell
Kristianstads stadshotell är ett stadshotell i Frimurarehuset, Kristianstad. 

## Historia
I samband med att byggnaden invigdes 1884 började byggnaden även fungera som hotell för övernattande frimurarbröder. I bottenvåningen låg restaurang och på andra våningen hotellverksamheten.
År 1913 utvidgades hotell- och restauranglokalerna. Dessutom tillkom musikcafé och biljard i restaurangdelen på bottenvåningen. På innergården uppfördes en ny byggnad som bland annat huserade hotellets kök och festsal. Hotellokalerna förändrades både vid olika tillfällen under 1920-talet och under åren 1942–43.
Hotell- och restaurangverksamheterna lades ned 1977, men har senare återigen tagits i bruk. År 2024 hade hotellet 38 rum.

## Byggnad
Byggnaden uppfördes åt Svenska Frimurare Orden under 1880-talet. Invigningen 1884 leddes av kung Oscar II.